# Johann Gottlieb Mehnert
Johann Gottlieb Mehnert, auch Johann Gottlob Mehner (* um 1720; † nach 1781) war ein deutscher Orgelbauer in Stettin.

## Leben
Seine Herkunft ist unbekannt. Am 23. Juni 1746 wurde er als Geselle bei Joachim Wagner in Berlin genannt. Nach dessen Tod 1749 blieb er in der Werkstatt unter dem Nachfolger Peter Migendt mindestens bis 1756. Vor 1763 gründete Mehnert eine Werkstatt in Stettin. Seit etwa 1779 war dort auch Georg Friedrich Grüneberg tätig. In der Kreuzkirche in Posen bauten beide ein Doublettensystem, wahrscheinlich eine Transmissionsmanuallade nach Wagnerschem Vorbild. 1782 übernahm Grüneberg die Werkstatt. Das Todesjahr von Johann Gottlieb Mehnert ist unbekannt.

## Werke (Auswahl)
Von Johann Gottlieb Mehnert sind Neubauten, Reparaturen und Gutachten bekannt. Erhalten sind Teile der Orgeln in Poznań (Posen) und Chojnice (Konitz).
| Jahr         | Ort                            | Gebäude                                | Bild | Manuale | Register | Bemerkungen |
| ------------ | ------------------------------ | -------------------------------------- | ---- | ------- | -------- | --- |
| 1755/1756    | Angermünde                     | St. Marien                             |      |         |          | Reparatur der Wagner-Orgel mit Migendt |
| 1756         | Golzow, Uckermark              | Kirche                                 |      |         |          | Reparatur mit Migendt |
| 1779/1782    | Posen (Poznań)                 | Kreuzkirche, heute Allerheiligenkirche |      |         |          | Altarorgel, Neubau mit Grüneberg, Doublettensystem, 1868 umfassender Umbau von W. Sauer im alten Prospekt auf II/P, 30, heute I/P, 19, elektrisch mit Seitenorgel verbunden. |
| 1781         | Stettin (Szczecin)             | St. Nikolai                            |      |         |          | Reparatur mit Grüneberg |
| 1782         | Stettin                        | St. Marien                             |      |         |          | Reparatur mit Grüneberg |
| um 1782–1783 | Konitz (Chojnice), Westpreußen | Kirche                                 |      |         |          | Neubau, von Grüneberg beendet, Prospekt und Teile des Werks erhalten |
| 1783?        | Stettin                        | St. Jacobi                             |      |         |          | Pflege der Schnitger-Orgel (1944 zerstört) |